# 別府インターチェンジ

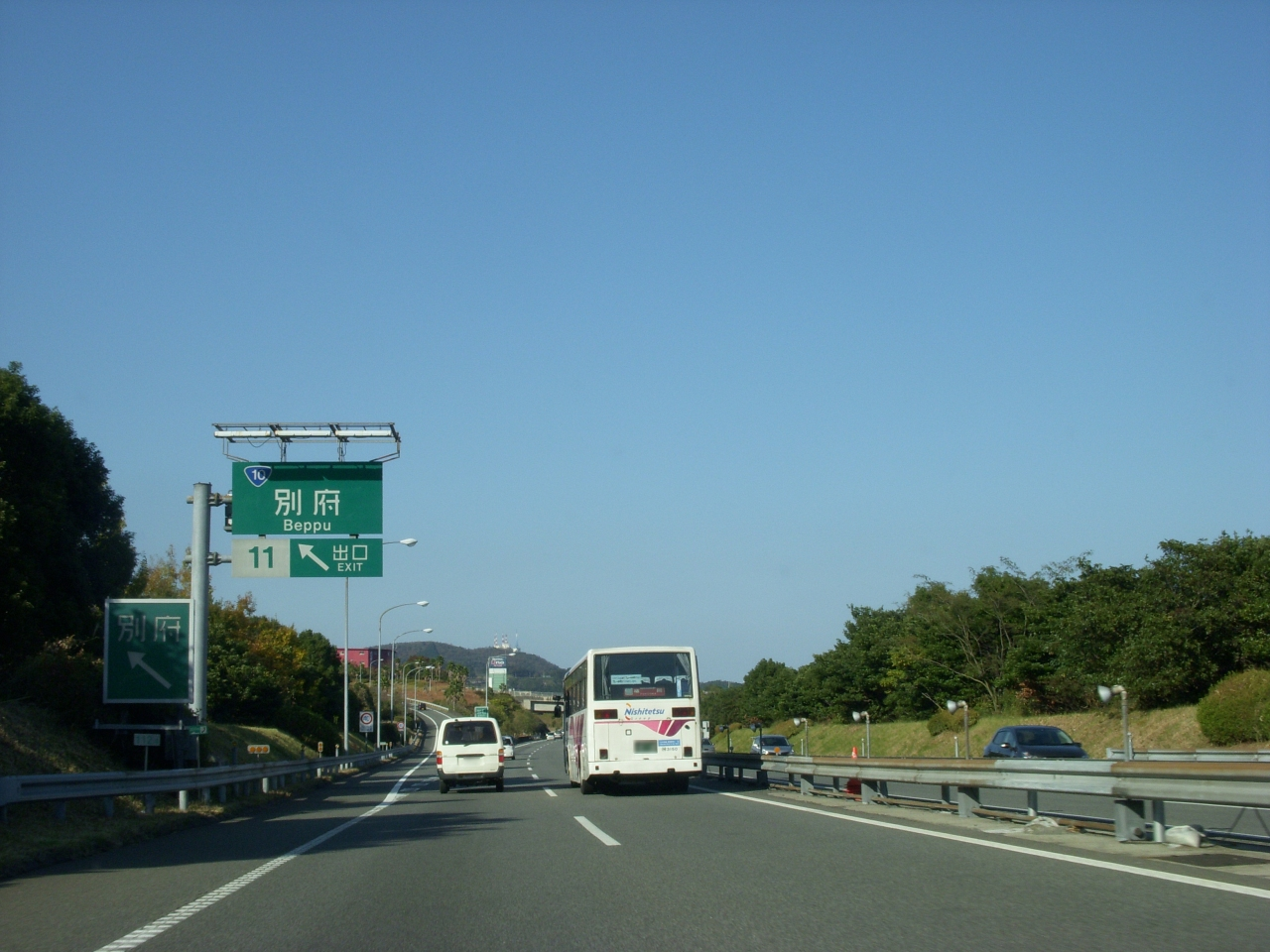
別府インターチェンジ出口（大分県別府市）

別府インターチェンジ（べっぷインターチェンジ）は、大分県別府市大字鶴見にある東九州自動車道のインターチェンジである。

## 歴史
- 1989年（平成元年）7月20日 : 湯布院IC - 別府IC間開通に伴い供用開始。
- 1992年（平成4年）12月3日 : 別府IC - 大分IC間開通。
- 1994年（平成6年）12月15日：速見IC - 日出JCT間開通時に、日出JCTにIC番号「10」を割り振るため本ICの番号を「11」に振り直し。
- 2018年（平成30年）8月5日：東九州道に編入。

## 周辺
- 別府温泉
- 高崎山自然動物園
- 別府地獄めぐり
- うみたまご
- 別府タワー
- ビーコンプラザ
- 別府港
- 陸上自衛隊別府駐屯地・南別府駐屯地
- 京都大学地球熱学研究施設
- 別府公園

## 接続する道路
- 直接接続
  - 大分県道11号別府一の宮線（やまなみハイウェイ）
- 間接接続
  - 国道10号
  - 国道500号
  - 大分県道52号別府庄内線

## 料金所
- ブース数: 5

### 入口
- ブース数: 2
  - ETC専用: 1
  - 一般・ETC: 1

### 出口
- ブース数: 3
  - ETC専用: 1　
  - 一般: 2

## 別府バスストップ
別府バスストップ（べっぷバスストップ）は、別府インターチェンジに併設されたバス停留所である。
現在、停車する路線はない。

## 隣
E10 東九州自動車道
(10) 日出JCT - (10-1) 別府湾SA/SIC - (11) 別府IC - (12) 大分IC